# Marhát
Marhát o nadmořské výšce 748 m je kopec v pohoří Považský Inovec na Slovensku.
Nachází se severně od Nitranské Blatnice (okres Topoľčany, Nitranský kraj), z níž je k němu nejlehčí přístup po zelené a žluté značce. Vystupuje nad zarovnané plošiny vrcholové části jako skalnatý povrch. Je porostlý jasanově-javorovým a bukovým lesem

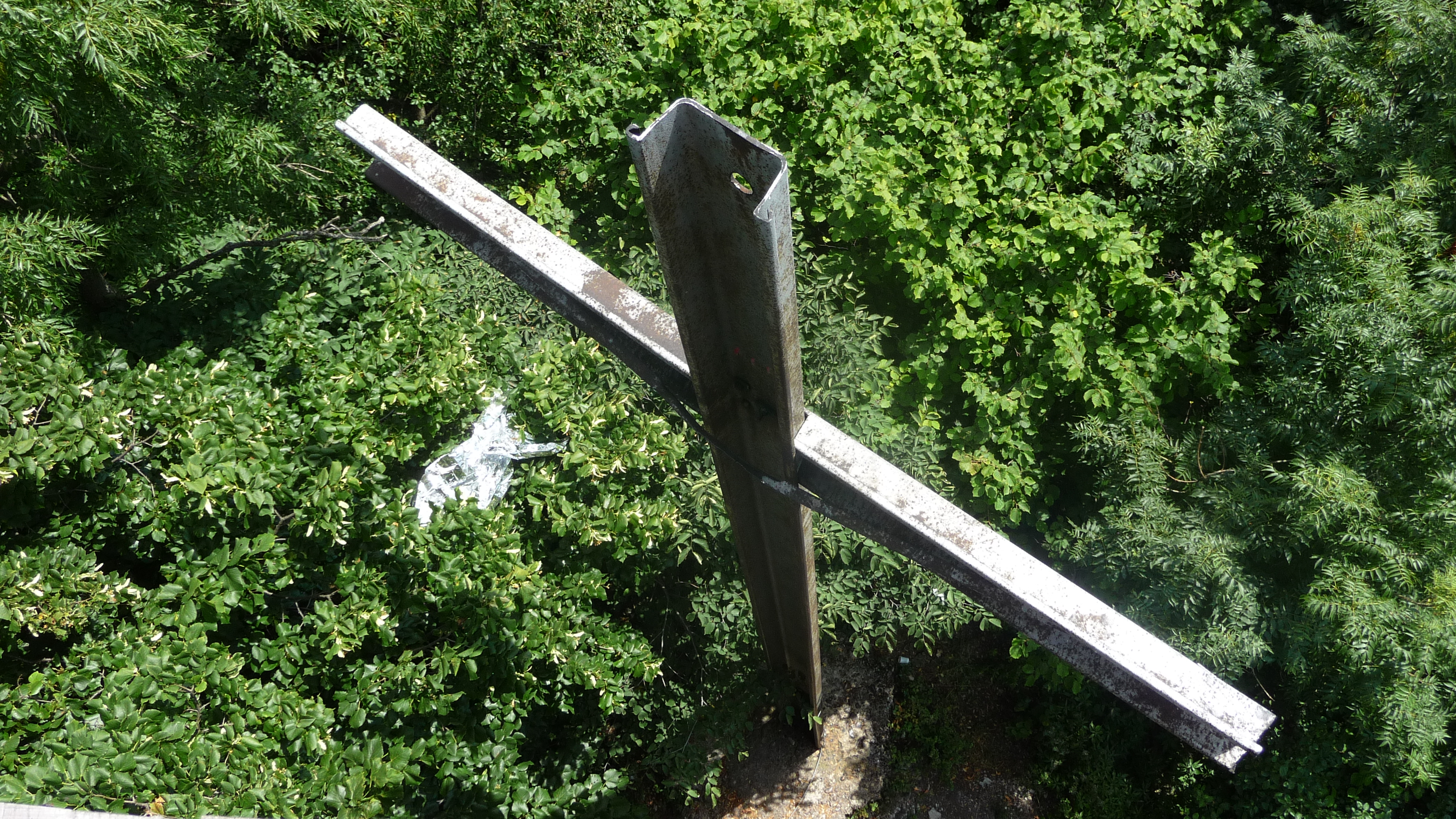
Pohled na ocelový kříž na vrcholu z rozhledny

Na vrcholu stojí 10 m vysoký kříž s nápisem Bože ochraňuj turistov. Byl postaven 28. října 1947 obyvateli obce Nitrianska Blatnica. Iniciátorem stavby byl kněz Ján Laktiš.
V roce 2008 byla na vrcholu vybudována 17 m vysoká dřevěná rozhledna. Autorem projektu je Ľubomír Bečka, realizaci provedli Pavol a Miloš Vančo.

## Geologie
Vrchol budují triasové gutenštejnské vápence a křemence obalové jednotky tatrika. Jihovýchodní svah v údolí potoka Hlavinka se vyznačuje menšími výskyty devonských přeměněných hornin grafitických břidlic, fylitů, amfibolitů a rul.